# Prîdniprovske, Ciornobai
Prîdniprovske (în ucraineană Придніпровське) este localitatea de reședință a comunei Prîdniprovske din raionul Ciornobai, regiunea Cerkasî, Ucraina.

## Demografie
Componența lingvistică a localității Prîdniprovske
     Ucraineană (96,28%)
     Rusă (1,86%)
     Alte limbi (0,28%)
Conform recensământului din 2001, majoritatea populației localității Prîdniprovske era vorbitoare de ucraineană (96,28%), existând în minoritate și vorbitori de rusă (1,86%) și armeană (1,58%).